# Miltiádis Giannoútsos
Miltiádis Giannoútsos (en grec moderne : Μιλτιάδης Γιαννούτσος), né le 18 août 1997, est un coureur cycliste grec. Il participe à des compétitions sur route et sur piste.

## Biographie
En 2018, Miltiádis Giannoútsos se distingue en devenant champion de Grèce du contre-la-montre dans la catégorie espoir (moins de 23 ans). Il représente également son pays aux championnats d'Europe espoirs, organisés à Zlín. L'année suivante, il termine notamment deuxième de la Bursa Yildirim Bayezit Race et troisième du championnat de Grèce du contre-la-montre chez les élites. 
Lors de la saison 2021, il prend la dixième place du Tour du Kosovo. Il se classe ensuite deuxième du championnat de Grèce du contre-la-montre en 2022, puis sixième du Tour d'Albanie en 2023.

## Palmarès sur route

### Par année
- 2018
  -  Champion de Grèce du contre-la-montre espoirs
- 2019
  - 1re étape de l'Agonas Thysias (contre-la-montre)
  - 2e de la Bursa Yildirim Bayezit Race
  - 2e du championnat de Grèce du contre-la-montre espoirs
  - 2e du championnat de Grèce sur route espoirs
  - 3e du championnat de Grèce du contre-la-montre
- 2022
  - 2e du championnat de Grèce du contre-la-montre
- 2023
  -  Champion de Grèce du contre-la-montre
  - Agonas Thysias
- 2024
  - 2e du championnat de Grèce du contre-la-montre
- 2025
  - 2e du championnat de Grèce du contre-la-montre
  - 3e du championnat de Grèce sur route

### Classements mondiaux
| Année                                 | 2017  | 2018  | 2019 | 2020 | 2021  | 2022  | 2023 | 2024 |
| ------------------------------------- | ----- | ----- | ---- | ---- | ----- | ----- | ---- | ---- |
| Classement mondial                    | 2303e | 3236e | 772e | nc   | 1390e | 1282e | 782e | 982e |
| UCI Europe Tour                       | 1505e | 2137e | 563e | nc   | 989e  | 889e  | nc   | nc   |
|                                       |       |       |      |      |       |       |      |      |
| Légende : nc = non classéSource : UCI |       |       |      |      |       |       |      |      |

## Palmarès sur piste
| - 2019 - 3e du championnat de Grèce de poursuite - 3e du championnat de Grèce de poursuite par équipes - 2020 - 2e du championnat de Grèce de course aux points | - 2021 - 2e du championnat de Grèce de poursuite - 2022 - 3e du championnat de Grèce de poursuite |  |